# VK Belogorje
Der VK Belogorje (auch Lokomotive Belgorod, russisch волейбольный клуб Локомотив-Белогорье) ist ein russischer Volleyballverein aus Belgorod, der in der Volleyball-Superliga spielt und 2003, 2004 und 2014 die Volleyball Champions League gewonnen hat.

## Geschichte
Folgende Namen trug der Verein seit seiner Gründung:
- 1976–1981: Technolog Belgorod
- 1981–1987: Lokomotive Belgorod
- 1987–1992: Agrarnik Belgorod
- 1992–1993: Belogorje Belgorod
- 1994: Lokomotive Belgorod
- 1995–1996: Belogorje Belgorod
- 1997–2001: Belogorje-Dynamo Belgorod
- 2001–2002: Lokomotive Belgorod
- 2002–2011: Lokomotiv-Belogorje
- seit 2011: Belogorje Belgorod

## Europapokal
Der zweimalige Gesamtsieger Belgorod spielte in der Saison 2006/07 in der Champions League. In der Gruppe A traf das Team auf den ehemaligen Gesamtsieger Tours VB (Frankreich) den deutschen Vertreter evivo Düren sowie Portol Palma Mallorca (Spanien), Hypo Tirol Innsbruck (Österreich) und OK Budućnost Podgorica (Montenegro). Jede Mannschaft bestritt je fünf Heim- und fünf Auswärtsspiele.